# Doprava v Třebíči

Doprava v Třebíči – schéma

Doprava v Třebíči, článek se zabývá o dopravní situaci v Třebíči a jejím napojení na další dopravní cesty. Třebíč je dopravním uzlem místního významu, kterému se v minulosti hlavní tahy sice nevyhýbaly, ale s rostoucí dopravou byly jejich trasy přesunuty dále od města. Město tak ztratilo post významné obchodní křižovatky starých cest. Existují plány na zlepšení stávající situace a chystají se jejich realizace. Jedním z nich je například probíhající projekt napojení města na dálnici D1 k Velkému Meziříčí.

## Historie

### Doprava před průmyslovou revolucí
Již ve starověku vedly v blízkém okolí Třebíče významné obchodní stezky. Cesta Haberská, která vedla přes Čáslavice, Kojetice, Stařeč, Přibyslavice a Brtnici, v Brtnici se křížila se stezkou Lovětínskou, později zvanou i Třebíčská stezka, ta vedla od starého Brna, přes Zastávku u Brna, Vladislav, Trnavu a končila v Lovětíně. Další důležitou křižovatkou stezek byl tehdejší Brod, ten se nacházel na místě, kde se nachází dnešní Vladislav, zde se křížily stezky Libická a Lovětínská. Do roku 1739 byla Třebíč i křižovatkou silnic Brno – Praha a Vídeň – Praha, v tomto roce byla dokončena tzv. císařská cesta vedoucí západně od města a později bylo císařem Josefem II. rozhodnuto o vedení cesty z Brna do Prahy přes Velké Meziříčí. Také se dalo cestovat do Velkého Meziříčí a Zastávky (a dále vlakem do Brna) poštovním dostavníkem, povozník Pricl jezdil jednou týdně i do Vídně.

### 19. století

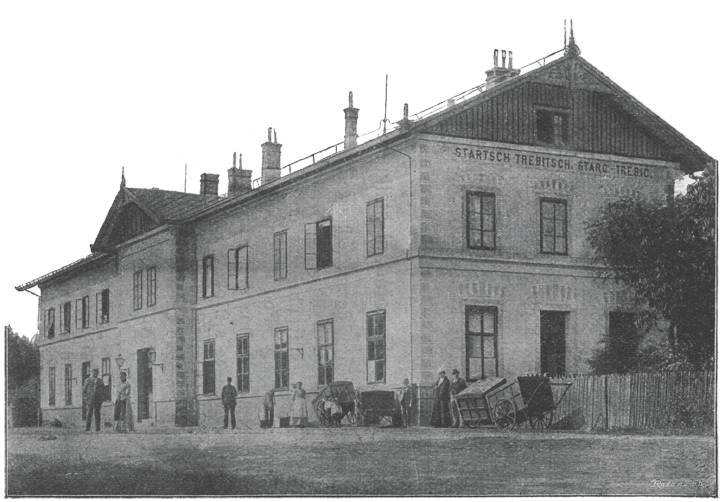
Železniční stanice Třebíč-Starč okolo roku 1906

Prvním významným krokem ke zlepšení napojení Třebíče na dopravní síť tehdejšího Rakouska-Uherska bylo rozhodnutí vystavět trať Vídeň – Znojmo – Jihlava – Berlín, kde se usilovalo o to, aby trať vedla přes Kojetice a dále tunelem směrem na Třebíč. Nakonec se však trať Třebíči vyhnula a stanice byly zřizovány mnohdy daleko od nich. Třebíč získala svou stanici až 7 km za městem mezi Starčí a Čechočovicemi, tehdy byla nazvána Starč-Třebíč (německy Startsch – Trebitsch).
Mnohem významnějším činem bylo prodloužení tratě č. 240 – tzv. Českomoravské transversálky ze Zastávky u Brna (tehdy nazývané Boží Požehnání) do Okříšek. Tato železnice totiž již vedla v těsné blízkosti města, kde na ní byla zbudována jedna stanice – Třebíč – a jedna zastávka – Řípov (dnes Třebíč-Borovina) a později se stala jeho součástí.

### 20. století
Ke konci dvacátém století byl skrze Třebíč postaven nový průtah z východní na západní stranu města. V posledních letech pokračuje vylepšování situace a stavba nových křižovatek, zejména kruhových. Město dlouhodobě usiluje o to, aby došlo k přestavbě mostu na Podklášteří (tj. tzv. Podklášterský most, kdy v roce 2015 bylo oznámeno, že do konce roku 2016 by měl být vybudován nový most. Bylo oznámeno, že bude železobetonový jednopolový a širší, vozovka bude mít tři pruhy a chodníky budou zachovány po obou stranách silnice. Dostavba se posunula až na rok 2017.

## Napojení města na okolní silniční síť

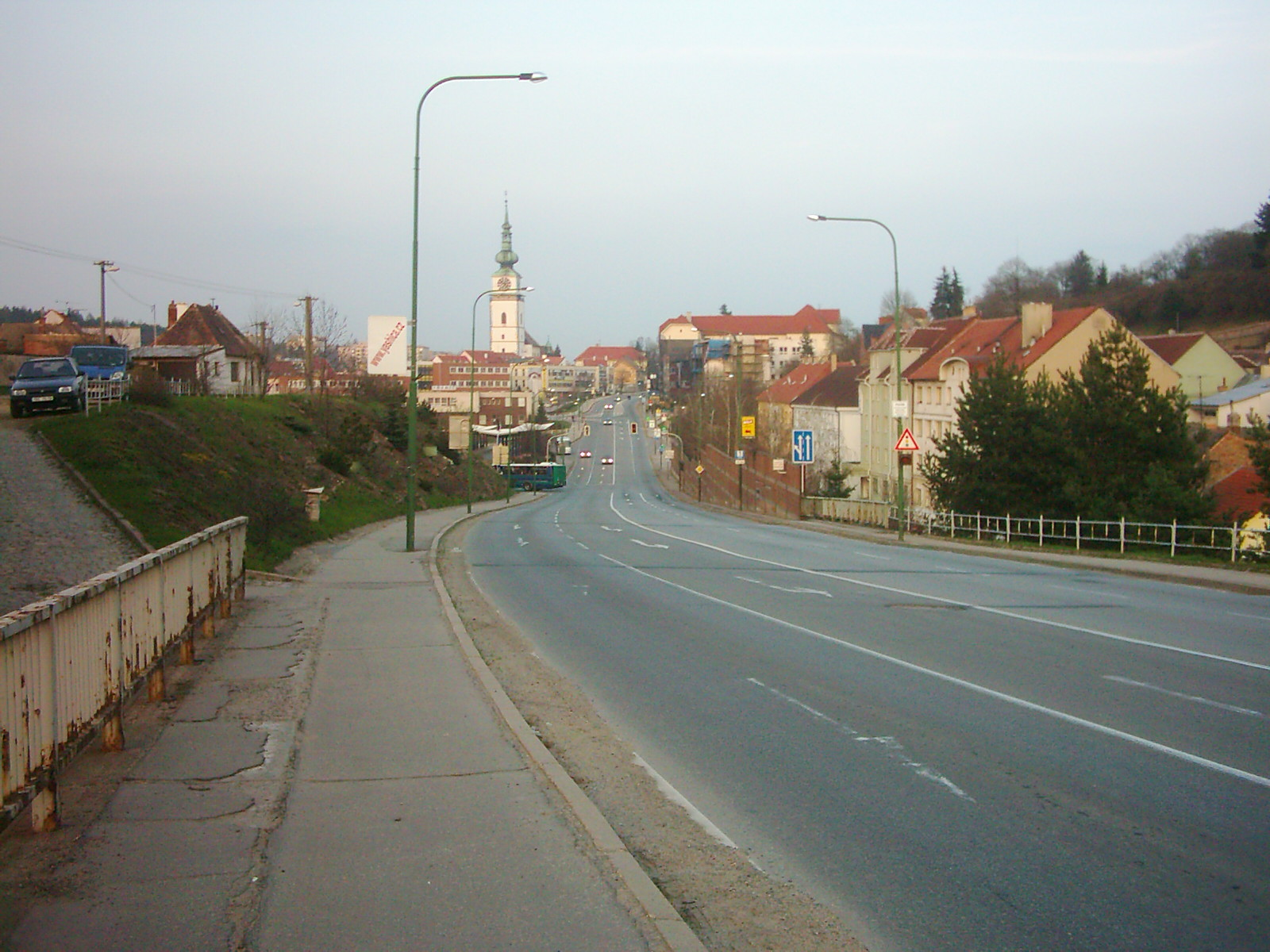
Východozápadní magistrála vedená středem města

Území města je napojeno na širší silniční síť těmito silnicemi:
- I/23 Pisárecký tunel – Kývalka – Třebíč – Předín (I/38) – Jindřichův Hradec
- II/351 Chotěboř – Třebíč – Dalešice
- II/360 Letohrad – Velké Meziříčí (D1) – Třebíč – Jaroměřice nad Rokytnou
- II/405 Jihlava – Brtnice – Třebíč
- II/410 Třebíč – Jemnice – státní hranice Rakouska

### Napojení na dálnici D1
Od roku 2000 se postupně realizuje rekonstrukce silnice druhé třídy číslo II/360, která by měla napojit město Třebíč na dálnici D1 a která je zároveň jednou z páteřních komunikací kraje. Celý soubor staveb byl zahájen obchvatem obce Trnava. Tento zhruba tříkilometrový úsek značně ulehčil obci Trnava a významně zrychlil cestu k dálnici. Všechny komunikace budou realizovány v kategorii S9,5/70. Dalšími následujícími stavbami byly obchvaty obcí Oslavice, Oslavička část I, Velké Meziříčí malý silniční obchvat. V květnu 2007 byl vložen záměr rekonstruovat úsek Štěpánovice – odbočka Vacenovice, na kterou by měl navázat obchvat města Jaroměřice nad Rokytnou. V posledním listopadovém týdnu 2014 se začalo s úpravami vozovky mezi Třebíčí a Pocoucovem.

## Městská hromadná doprava
První zmínka o MHD v Třebíči se datuje k otevření nové silnice spojující centrum města s železničním nádražím Třebíč-Starč (1871). Doprava byla zajišťována omnibusy, které měly kapacitu 18 míst. Jezdily několikrát denně a byly velice vytížené. Provoz byl ukončen s otevřením železničního nádraží v Třebíči roku 1886. V 80. letech 20. století bylo plánováno zavedení trolejbusové dopravy na území města. V únoru roku 2021 byl ve městě testován elektrický autobus Mercedes-Benz eCitaro.

### Autobusy

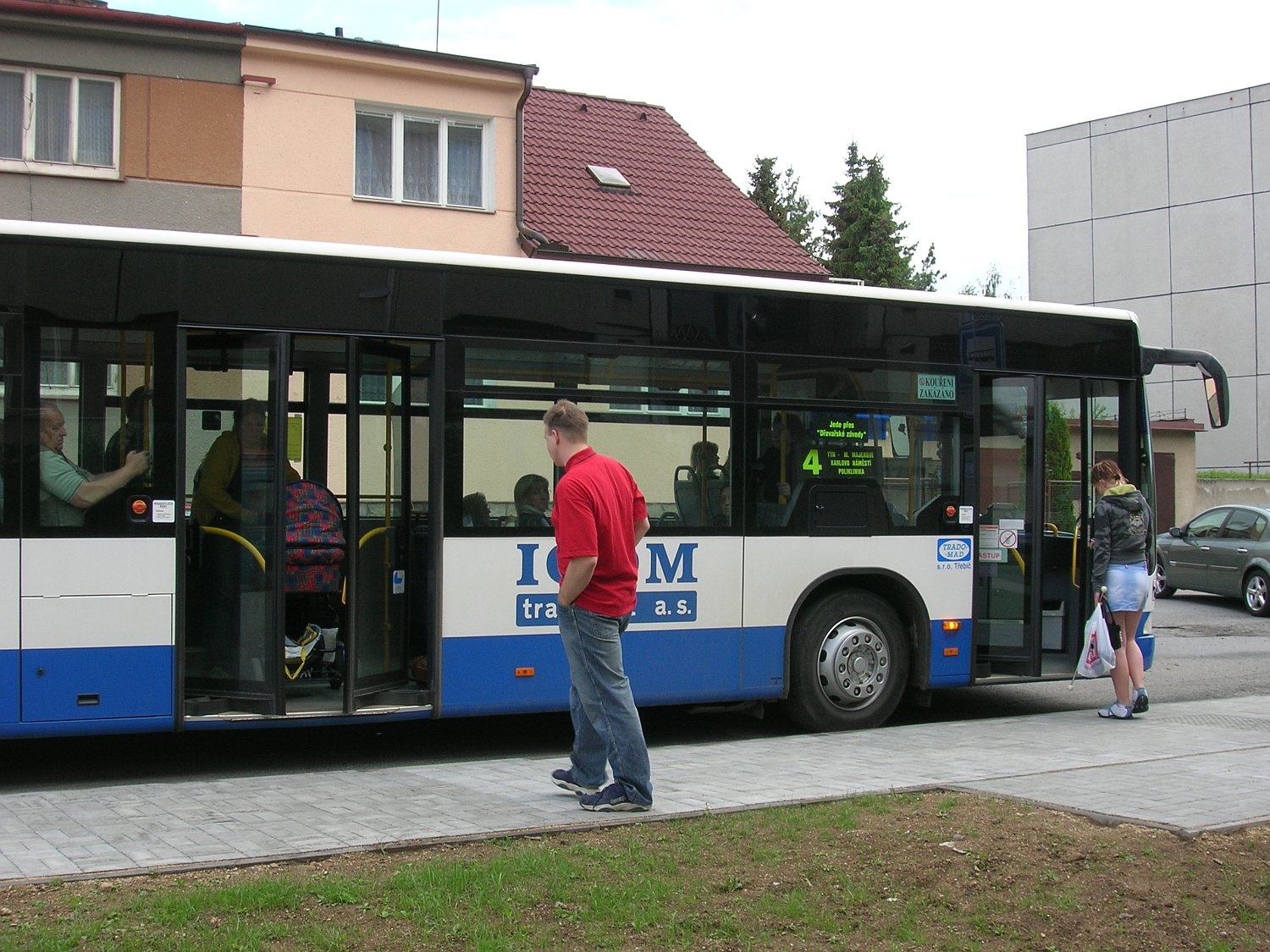
Autobus Mercedes-Benz Citaro na zastávce Augustina Kratochvíla

Autobusy městské autobusové dopravy v Třebíči se rozjely na podzim roku 1954. Od roku 2017 bylo v provozu celkem 10 linek, které rovnoměrně zajišťují dopravu po celém městě. Všechny linky (kromě tzv. školní) projíždí Karlovým náměstím. MHD je hojně využívaná, protože historické centrum je v údolí a novější paneláková a činžovní zástavba až o 70 metrů výše. V provozu byly do konce roku 2016 linky 1 až 9. Od počátku roku 2017 jsou v provozu páteřní linky 1, 4, 5 a doplňkové linky 10, 11, 12, 13, 14, 31 a 21.

### Trolejbusy
Ke konci osmdesátých let 20. století se začalo plánovat zavedení trolejbusové dopravy v Třebíči. Veškeré záměry však skončily v době 1. poloviny 90. let, kdy panoval celkový nedostatek financí na investice a město Třebíč si potřebovalo poradit s většími problémy, jako zásadní rekonstrukce židovského města a peněžní prostředky byly přednostně směřovány tímto směrem. Plány na zavedení trolejbusové dopravy v Třebíči zůstaly nerealizovány.

## Autobusová doprava

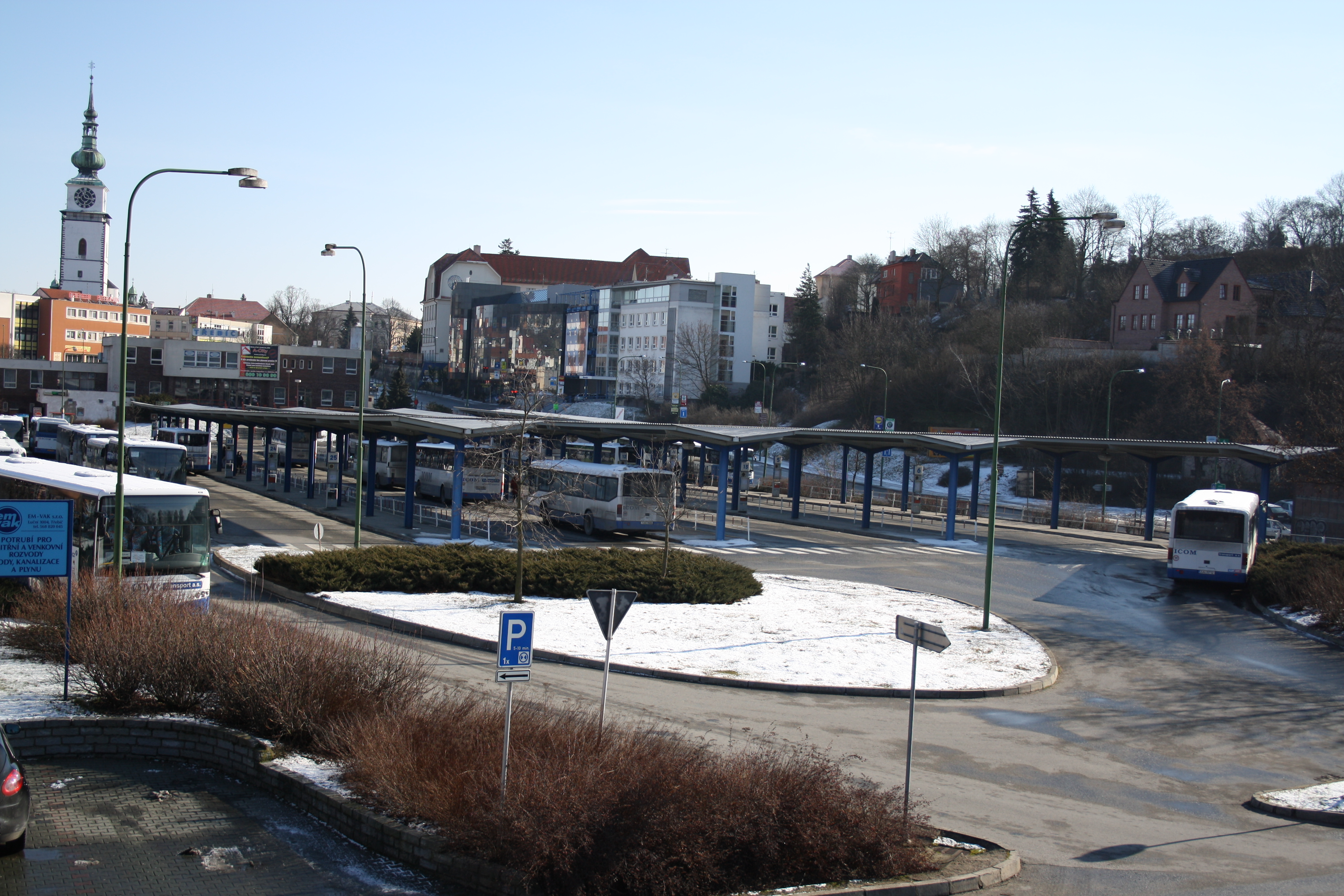
Autobusové nádraží v Třebíči.

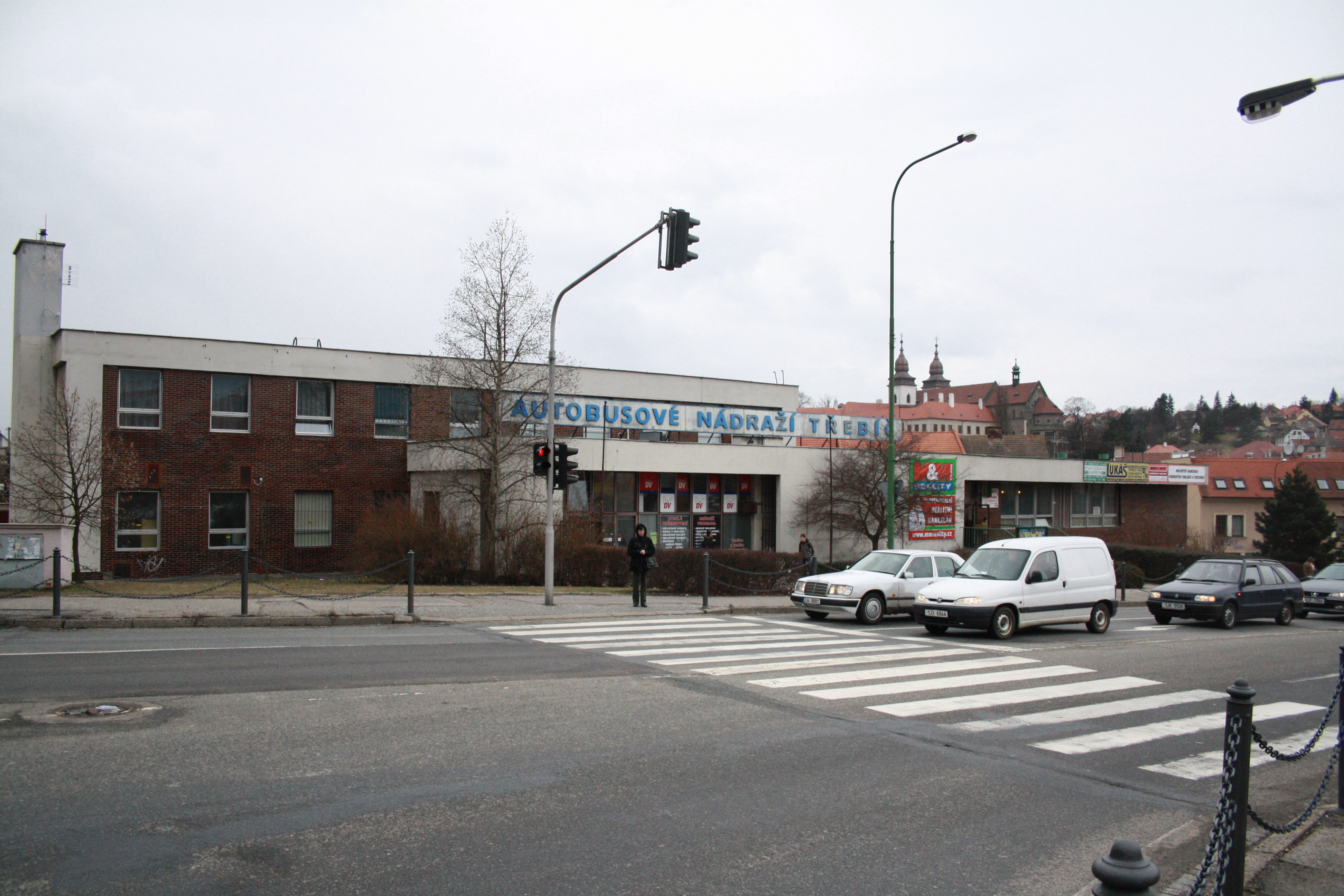
Budova nádraží v Třebíči.

Autobusová doprava je jediná doprava, která byla vybudována v kapacitě příslušící velikosti města. Dnes při částečném úpadku veřejné dopravy se uvažuje o zrušení jednoho nástupiště a přilehlého parkoviště. Tím by vznikl prostor pro opětovné zastavění, a tím i uzavření jižní strany ulice Vítězslava Nezvala.
Hlavní třebíčské autobusové nádraží bylo postaveno v centru města nedaleko Komenského náměstí v roce 1984, při stavbě došlo k asanaci části Stařečky. Nádraží bylo otevřeno v roce 1986. V roce 2017 došlo ke sporům mezi provozovateli a městem, kdy následně pak bylo od roku 2018 nádraží provozováno městem Třebíč.
Autobusy obsluhují dopravu po okolních městech a vesnicích. Městem projíždí i meziměstské dálkové linky na trasách České Budějovice – Brno, Dačice – Třebíč, Zlín – Mnichov, Brno – Studená, Brno – Jihlava, Znojmo – Hradec Králové, Třebíč – Praha, Třebíč – Hradec Králové, Třebíč – Telč.
V roce 2021 byla spuštěna nová linka Třebíč – Praha, provozovatelem je společnost United Buses.
V roce 2022 byl ve městě zprovozněn systém oboustranně použitelné jízdenky v rámci projektu Veřejná doprava Vysočiny.

## Železniční doprava

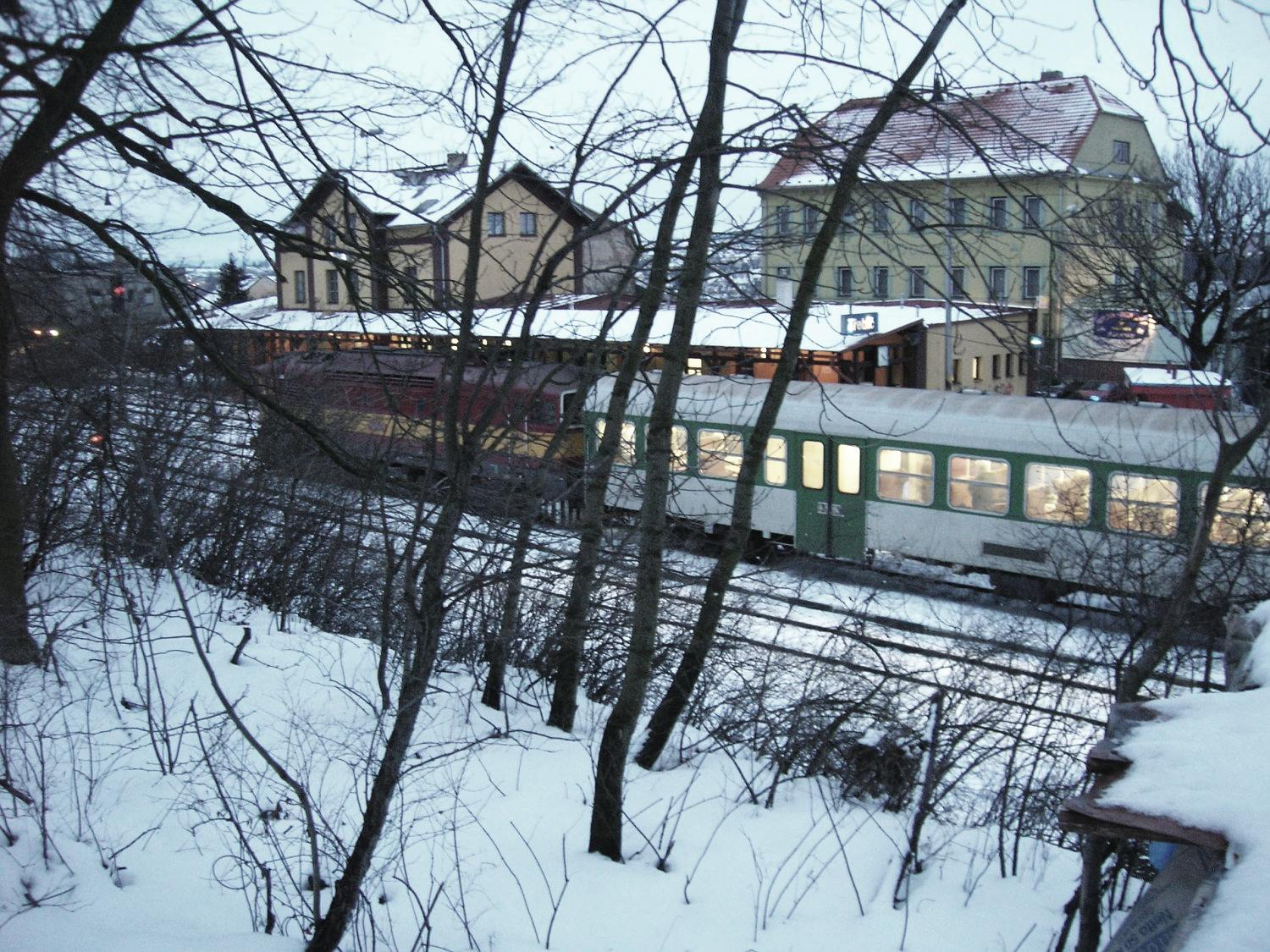
Železniční stanice Třebíč za pozdního zimního odpoledne

První napojení města na železniční síť se událo v roce 1871 postavením trati Rakouské severozápadní dráhy z Vídně přes Znojmo do severních Čech. Stanice nazvaná Třebíč-Starč byla situována nedaleko obce Stařeč asi sedm kilometrů západně od Třebíče (nynější Stařeč na trati č. 241). Město nechalo vybudovat novou spojnici města s nádražím, kde byla pravidelná doprava omnibusy a nákladu z a do Třebíče.
3. června 1886 byla slavnostně zprovozněna trať tzv. „Českomoravské transversálky“ Zastávka u Brna – Okříšky, která vedla přímo městem. Tím zanikla de facto první městská doprava do dnešní stanice Stařeč. Městem nyní prochází pod označením trať č. 240 Brno – Jihlava. Železniční stanice Třebíč leží na 50. km v úseku Střelice – Okříšky. Dva kilometry západně od stanice Třebíč leží zastávka Třebíč-Borovina. Denně zde projede kolem 40 osobních vlaků a rychlíků; svého času i kolem 15 nákladních vlaků, dnes pouze tzv. místní obsluha.
V roce 2014 započala stavba přestupního terminálu.
V roce 2022 bylo oznámeno, že bude provedena studie proveditelnosti elektrizace celé trati Brno – Třebíč – Jihlava. Tím by byla dokončena elektrifikace celé jižní větve, přes kterou vedou rychlíky z Bohumína do Plzně a Brna do Českých Budějovic bez výměny lokomotiv. Společně by měla být upravena i nádraží a jejich okolí.
V plánu je i zřízení přímého rychlíkového vlaku mezi Třebíčí a Prahou. V květnu roku 2019 bylo oznámeno, že od roku 2020 by mohlo být přímé vlakové spojení mezi Třebíčí a Prahou spuštěno, problémem však je neelektrifikovaná trať mezi Náměští nad Oslavou a Jihlavou, kdy by tak bylo nutné v Jihlavě přepřáhnout vlak na jinou lokomotivu. O přímou linku usiluje senátorka za obvod Třebíč Hana Žáková. Roku 2020 bylo oznámeno, že kolem roku 2023 by měla být zavedena rychlíková linka z Prahy do Jihlavy, kde by mělo existovat přímé napojení na vlaky jedoucí do Třebíče. V roce 2021 bylo oznámeno, že města Žďár nad Sázavou, Nové Město na Moravě a Třebíč se chtějí připojit do IDS Jihomoravského kraje.

Železnice v Třebíči
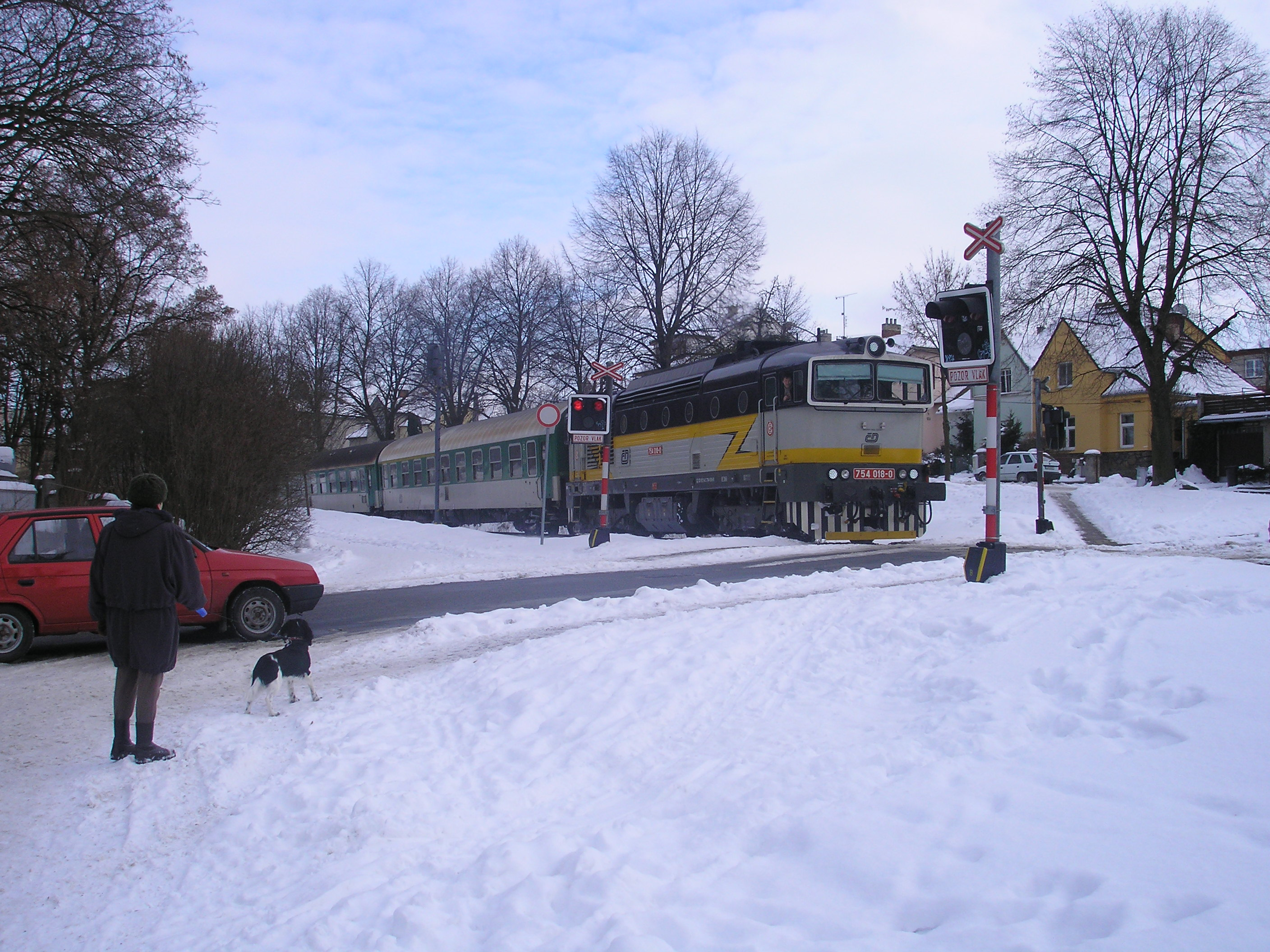
Lokomotiva 754 u starého hřbitova v Třebíči
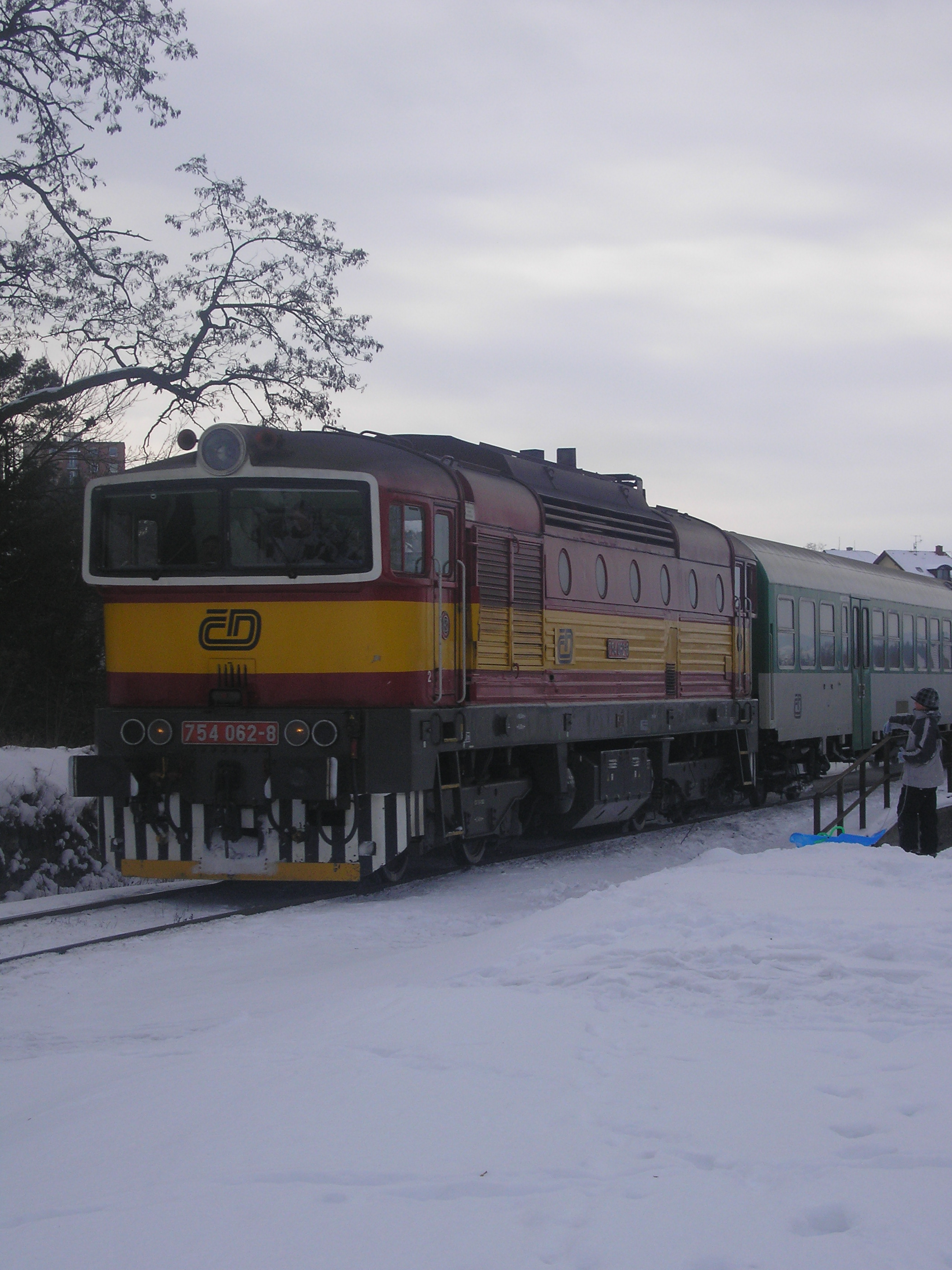
Lokomotiva 754 na konci borovinského mostu v Třebíči
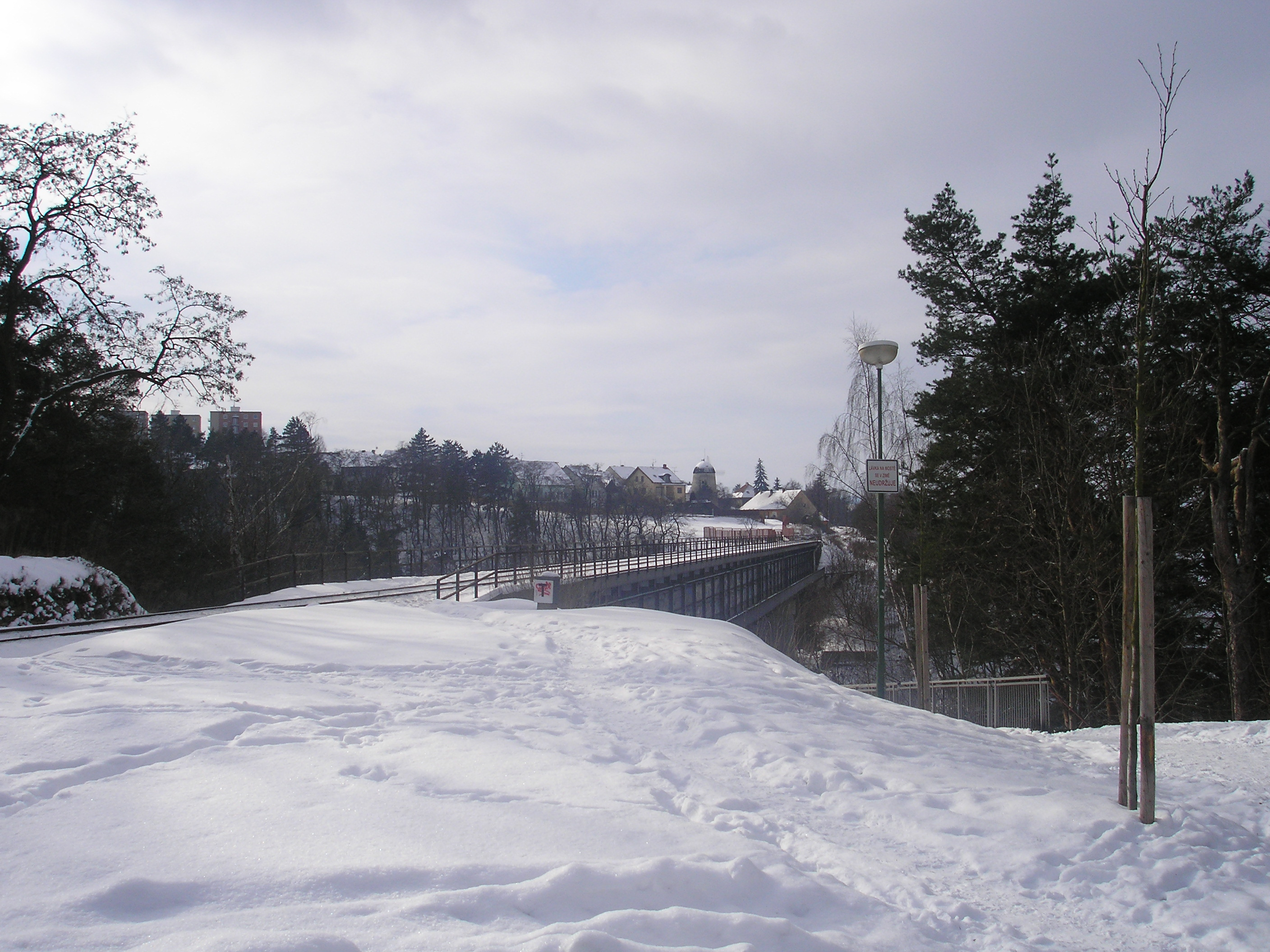
Borovinský most z jeho východního vrchního konce

## Individuální automobilová doprava

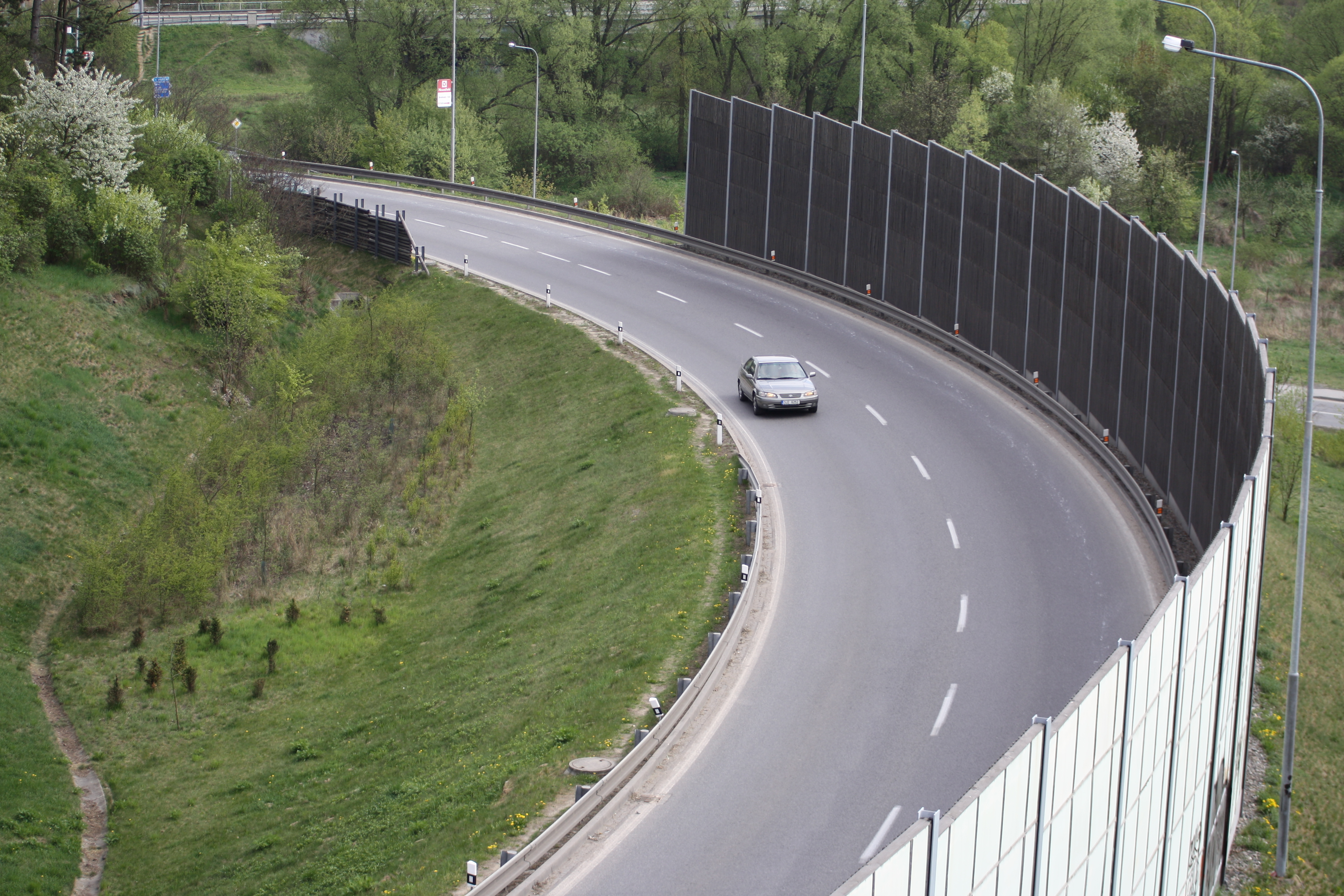
Východní část okruhu – Rafaelova

Tzv. průtah městem je místní sběrná komunikace, která byla postavena v osmdesátých letech a její název je MS14/50, je tvořen ulicemi Sportovní, Bráfova, Sucheniova, Pražská. V centru města už kapacitně nestačí, intenzita dopravy přesahuje 20 000 vozidel za 24 hodin.[zdroj?]
Dopravní politika města počítala s vytvořením dopravní sítě radiálně-okružní, kterou měly tvořit dva okruhy, malý okruh a velký městský okruh s navazujícími sběrnými komunikacemi. Nová politika dopravy už pracuje jen s velkým městským okruhem. Na jihu města by měla okruh tvořit přeložka silnice první třídy č. 23. Na východě již postavená silnice druhé třídy č. 360 (Rafaelova). Severní a západní část by měla vytvořit přeložka silnice druhé třídy č. 351.
V roce 2019 byly osazeny křižovatky ulic Bráfovy a Nádražní a ulic Bráfovy a Bedřicha Václavka kamerami, které budou zaznamenávat provoz. Záznamy budou zálohovány, prostřednictvím dálkového ovládání budou moci být prostřednictvím Policie ČR ovládány semafory na těchto křižovatkách. V listopadu roku 2020 bylo oznámeno, že v Třebíči budou instalovány na křižovatkách tzv. chytré semafory, které budou např. preferovat autobusy městské hromadné dopravy a reagovat na provoz. Celková cena projektu dosáhne 58 milionů Kč. Stavba bude zahájena v květnu roku 2021 a zahrnuje rekonstrukci semaforů na sedmi křižovatkách a usazení nových semaforů na křižovatky ulic Demlova, Znojemská a Okrajová a u Jejkovské brány. V roce 2021 bylo oznámeno, že zakázka na tzv. chytré semafory je zpožděna, protože společnost, která se neúčastnila tendru na instalaci semaforů podala podnět na ÚOHS, kdy si stěžovala na diskriminační podmínky.
V roce 2021 byl postaven kruhový objezd na severním okraji města u nově vznikající průmyslové zóny.
V roce 2019 za první tři čtvrtletí přibylo v Třebíči 1100 automobilů, celkem je v Třebíči v roce 2019 registrováno 26 elektromobilů.
V září roku 2020 bylo oznámeno, že město Třebíč chce nechat prověřit stav dopravy a provést dopravní průzkum a model dopravy celého města. V říjnu roku 2020 budou sčítány automobily a chodci, kompletní studie bude dokončena v dubnu roku 2021. V květnu 2021 bylo zahájeno dotazníkové šetření po vyhodnocení studie.

### Parkování
V poslední době se v Třebíči rozšířila síť placených městských parkovišť, které vznikají přestavbou stávajících parkovacích stání. Ty jsou rekonstruovány především z důvodu modernizace a estetiky města.[zdroj?] Většina se jich nachází v centru města. V některých oblastech města si lze také předplatit parkovací místo na dobu jednoho roku. Každý předplatitel je zároveň držitelem předplatitelské karty. Tento druh parkování je využit hlavně v ulicích v okolí centra. V budoucnu se by také mohla proběhnout výstavba podzemních garáží na Karlově náměstí.
V roce 2019 vznikl falešný leták o změnách v dopravě a parkování na Podklášteří, ten vycházel z materiálů města a měl vypadat jako materiál města. Město podalo na autora letáku trestní oznámení za šíření poplašné zprávy.
Od května roku 2019 je možné platit parkování i pomocí aplikace v chytrém telefonu. Od roku 2021 se město chystá změnit systém parkování v Třebíči. V polovině roku 2020 by měla být dokončena studie. V listopadu roku 2020 bylo oznámeno, že na jižním okraji města by mělo být postaveno v první polovině roku 2021 záchytné parkoviště i s cvičným prostorem pro autoškoly. Od ledna roku 2021 byl povolen vjezd a parkování do čtvrti Zámostí pouze rezidentům a podnikatelům se sídlem v Zámostí, krátkodobý vjezd je povolen za poplatek.
V roce 2021 bylo postaveno několik parkovišť, které rozšíří počet dostupných parkovacích míst o 500. Bylo postaveno parkoviště na Račerovické ulici, následně na Hrotovické ulici a u autobusového nádraží. V plánu je i parkoviště na Brněnské ulici a stavba parkovacího domu u Nemocnice Třebíč. Stavba započala na podzim roku 2024 a dokončena byla v roce 2025, celkem je součástí 216 parkovacích míst.
V roce 2021 bylo oznámeno, že na jaře roku 2022 bude zahájena výstavba záchytného parkoviště severně od areálu První brněnské strojírny, stavba by měla proběhnout mezi 1. březnem a 1. červencem. Celkem by na parkovišti mělo vzniknout 170 parkovacích míst. Parkoviště by mělo sloužit také jako cvičiště pro autoškoly. Parkoviště mělo být dokončeno v září 2022, ale z důvodu hnízdících ptáků bylo dokončeno až v listopadu 2022. K otevření došlo v listopadu 2022, současně bylo zdraženo parkování na jiných parkovištích v centru města.
V roce 2021 byl oznámen záměr koupě pozemku u Starého hřbitova, kde by mělo vzniknout nové parkoviště pro návštěvníky hřbitova nebo místní obyvatele. V roce 2024 byl připraven projekt parkoviště se 70 parkovacími místy, parkoviště dostalo název Nad tratí. Výstavba měla proběhnout mezi 15. září a 29. listopadem téhož roku. Ke stavbě však z důvodu odvolání nedošlo, stěžující požadují změnu projektu. Stavba se po úpravách přesunula na rok 2025.
V Otmarově ulici je plánována stavba parkovacího domu, jeho podoba se diskutuje s památkáři. Tam by mělo být celkem 196 parkovacích míst, měl by být postaven někdy v roce 2026.
Seznam placených parkovišť v Třebíči:
- Komenského náměstí[52]
- Komenského náměstí – u autobusového nádraží
- Karlovo náměstí a Soukupova ulice
- MKS Fórum
- Hlavova ulice
- Žerotínovo náměstí
- Vítězslava Nezvala[52]
- Poliklinika Vltavínská (P+R)[52]
- Míčova (P+R)[52]
- Hrotovická (P+R)[52]
- Parkoviště v bývalém obchodním domě v ulici Smila Osovského[53] (do ledna roku 2023[53])

### Městská policie Třebíč
Městská policie byla založena v roce 1992, v roce 2001 byla rozšířena o oddělení prevence kriminality a od roku 2015 se stala správcem útulku pro opuštěná zvířata. V roce 2017 začali ve městě pod městskou policií působit dva tzv. asistenti prevence kriminality, kteří mají působit v rámci prevence u škol či úřadu práce. V roce 2020 bude počet zaměstnanců městské policie navýšen o 4 na celkem 55 zaměstnanců, důvodem je rozšíření kamerového systému. Roku 2021 pak byl počet zaměstnanců navýšen o dalších 5, jeden z nich je asistentem prevence kriminality. V souvislosti s tím byl i rozšířen web městské policie. V prosinci roku 2019 začala fungovat síť 89 hlásičů a 11 sirén, které mají možnost informovat občany o povodních nebo dalších bezpečnostních hrozbách. V roce 2020 bylo oznámeno, že městská policie zakoupí vůz Toyota Corolla s hybridním pohonem. V roce 2022 městská policie oslavila 30 let působení.

## Letecká doprava
V Třebíči se nachází jedno sportovní letiště s přistávací dráhou s nezpevněným povrchem.

## Cyklistická doprava a koloběžky
V poslední době se začaly hojně rozšiřovat v okolí Třebíče cyklostezky, a to i přes převažující kopcovitý terén. V roce 2006 byla zřízena půjčovna kol pro turisty i širokou veřejnost. V roce 2007 bylo oznámeno zahájení stavebního řízení cyklostezky Jihlava – Třebíč – Raabs. Ve studii je také trasa spojující historické centrum Třebíče s přehradou Dalešice, kde byla 1. července 2007 zahájena lodní doprava. V roce 2021 byl v Třebíči uvedeno 20 sdílených elektrických koloběžek společnosti Yoyoway. V roce 2021 bylo na kruhových objezdech ve městě namalováno značení pro cyklisty. Značení pro cyklisty bylo namalováno i na dalších silnicích ve městě, je ale řidiči kritizováno.
V roce 2014 vypracovalo město Třebíč tzv. Generel cyklodopravy, tj. plán rozvoje cyklistických tras. Město má rozplánováno několik různých cyklookruhů, kdy jeden z nich je nazvaný rekreační a je dále dělen na pět částí, které vedou okolo Polanky, Podzámeckou nivou, přes Židovskou čtvrť, přes Kočičinu, přes park Lísčí, dále přes Lorenzovy sady na Hrotovickou ulici. Další je tzv. železniční cyklookruh, ten má v plánu propojit zastávku v Borovině s železničním nádražím a novým dopravním terminálem Třebíč a nadále přejít k tzv. Dukovanské cyklostezce. Cyklostezka Třebíč – Dukovany, roku 2019 byl dokončen projekt celé cyklostezky. Do konce roku 2019 bylo postaveno jen několik kilometrů. Celkem bude nastaveno 10 úseků pro stavbu stezky. Postupně se budou stavět úseky Hrotovice–Bezděkov, Bezděkov–Dalešice, Bezděkov–Valeč, Dalešice–Slavětice, Slavětice–EDU, EDU–Dukovany, Valeč–Třebenice, Třebenice–rozcestí Dolní Vilémovice–Číměř, Studenec. Problémy jsou v úseku odbočky a případné propojky s cyklostezkou Třebíč – Vladislav nedaleko Číměře, obec se nedokáže dohodnout s majitelkou jednoho z potřebných pozemků. Pokračování stavby je v plánu na rok 2021. V březnu roku 2021 byla dokončena část cyklostezky mezi Valčí a Hrotovicemi. Další stavby oddálila pandemie onemocnění covid-19.
Dále je v plánu (cca v roce 2021) tzv. Vladislavský úsek, který by v cílovém stavu měl vést až do Náměště nad Oslavou. V plánu cyklostezky mezi Náměští nad Oslavou a Třebíčí je i odbočka k vojenskému letišti u Náměště nad Oslavou, v Třebíči by měla cyklostezka pokračovat přes Lísčí nebo kolem Nemocnice Třebíč směrem do Boroviny. Směrem od Třebíče by cyklostezka měla vést kolem čističky odpadních vod východně od města, následně podél levého břehu řeky Jihlavy, následně by měla pokračovat kolem bývalého nádraží Vladislav a překlenout řeku Jihlavu. Dále by pak měla vést za továrnou společnosti Tanex, dále by měla pokračovat kolem potoka Beňůvky, který teče podél silnice I/23. Nedaleko statku Jindřich by měla být napojena na stávající cyklostezku kolem Studence do Okarce, kde bude pokračovat kolem rybníků podél železniční trati do Náměště nad Oslavou. Projekt připravuje spolek Regio 2020, roku 2019 bylo některými dotčenými obcemi podepsáno memorandum o přípravě a vzájemné spolupráci, s dalšími se o podepsání jednalo. Roku 2020 bylo oznámeno, že stavba měla proběhnout v roce 2021. V roce 2022 však bylo jasné, že termín se nestihl a že dojde k dalším zpožděním. Termín dokončení projektu byl posunut na leden roku 2023, pokud se to povede, tak by dle oznámení měla být cyklostezka dokončená v roce 2024. Stavba nakonec však byla zahájena až v březnu roku 2024, v roce 2024 byl postaven prostřední 1,7 km dlouhý úsek od ústí Klapovského potoka směrem k Vladislavi, kde stavba skončila u železničního přejezdu přes silnici I/23.
V plánu jsou i další úseky, jedním z nich je tzv. Bažantnický úsek, který by měl vést směrem k Bažantnici u Račerovic. Ten by měl být využitelný i jako stezka pro in-line brusle či jako dráha pro běžecké lyžování. V roce 2019 bylo oznámeno, že síť cyklostezek po městě Třebíč by se měla plánovat v letech 2020 a 2021.

### Bikesharing
V dubnu roku 2024 byl ve spolupráci města a externího dodavatele spuštěn v Třebíči project bike sharingu, celkem bylo k dispozici 90 kol z toho 10 elektrických. Celkem bylo po městě rozmístěno cca 40 parkovacích stanic pro kola. Na období 2025–2028 byla vypsána veřejná zakázka, v rámci té se společnost Freebike odvolal k Úřadu pro ochranu hospodářské soutěže, neboť součástí podmínek veřejné zakázky byl nutnost 7 převodů pro sdílená kola a s tím provozovatel bikesharingu Freebike nesouhlasil, neboť provozuje kola s třemi převody.

### Cyklostezka Jihlava – Třebíč – Raabs
Cyklostezka Jihlava – Třebíč – Raabs je cyklostezkou, které by v budoucnu měla spojit Jihlavsko a Třebíčsko s Rakouskem, konkrétně s městem Raabs. Na přípravě projektu začalo město Třebíč pracovat v roce 2002. Na projektu se následně podílelo sdružení 26 českých obcí ležících v trase cyklostezky. Cyklostezka by měla 120 kilometrů dlouhá. Bude se skládat z 19 kilometrů nových a 36 kilometrů stávajcích úseků. V okolí velkých obcí by také mělo vzniknout celkem 7 kilometrů úseků s povrchovou úpravou vhodnou pro jízdu na kolečkových bruslích. V dubnu roku 2012 došlo k pozastavení příjmu dotací, společnost Swietelsky (realizátor stavby) prohlásila, že svazek obcí „Cyklostezka Jihlava-Třebíč-Raabs“ neproplatil 10 úseků, jež byly vybudovány. Společnost se brání, že projekt na výstavbu měl být chybný, svazek, že prozatím nedostal dotaci od ROP Jihovýchod. V roce 2018 byl vybudován pod Sucheniovou ulicí v Třebíči tunel pro cyklisty. Celková částka na vybudování tunelu dosáhla 15 milionů Kč, dodavatelem stavby byla pardubická společnost M-Silnice, stavba proběhla mezi 30. dubnem a 23. září. Po cyklostezce projelo od září 2016 do září 2017 celkem 50 000 cyklistů.
V roce 2024 byl úsek cyklostezky mezi Polankou a Poušovem osvětlen.
V Třebíči se plánuje stavba stezky pro chodce s povoleným vjezdem pro cyklisty ve Sportovní ulici a výstavba úschovných boxů na kola na Třebíčském vlakovém nádraží.